# Défense nationale (France)
Cet article traite des grands principes de la Défense nationale en France et de son organisation politique. Les détails concernant la défense militaire, l'organisation des forces armées et le budget de la Défense figurent dans les articles « ministère des Armées » et « Armée française ».
La politique de défense a pour objet d'assurer l'intégrité du territoire français et la protection de la population contre les agressions armées. Elle concourt à la sécurité nationale.

## Politique de défense et stratégie de sécurité nationale
Pour un article plus général, voir Politique de sécurité nationale.

Le code de la Défense définit l'objet de la politique de défense et la situe dans le contexte plus vaste, transversal et interministériel, de la stratégie de sécurité nationale :

« La stratégie de sécurité nationale a pour objet d'identifier l'ensemble des menaces et des risques susceptibles d'affecter la vie de la Nation, notamment en ce qui concerne la protection de la population, l'intégrité du territoire et la permanence des institutions de la République, et de déterminer les réponses que les pouvoirs publics doivent y apporter.
L'ensemble des politiques publiques concourt à la sécurité nationale.
La politique de défense a pour objet d'assurer l'intégrité du territoire et la protection de la population contre les agressions armées. Elle contribue à la lutte contre les autres menaces susceptibles de mettre en cause la sécurité nationale. Elle pourvoit au respect des alliances, des traités et des accords internationaux et participe, dans le cadre des traités européens en vigueur, à la politique européenne de sécurité et de défense commune.
(Article L. 1111-1 du code de la Défense) »

Fonction politique régalienne, la Défense est nationale car elle concerne non seulement la Défense militaire et les Forces armées, mais aussi toutes les administrations responsables des grandes catégories de fonctions ou de ressources essentielles à la vie du pays (conception globale de la Défense). La Défense nationale est une des composantes de la politique de sécurité nationale. 
Elle repose sur les principes suivants :
- globalité : elle concerne toute la population et tous les secteurs de la vie du pays (défense civile, économique et militaire) ;
- permanence : elle est organisée dès le temps de paix ;
- unité : elle est dirigée par le gouvernement ;
- déconcentration : une autorité est responsable à chaque échelon du territoire ;
- indépendance : ne pas dépendre d'un autre État ou d'une alliance pour assurer sa défense.

## Politique de défense
La politique de défense de la France est définie par le président de la République et le gouvernement. Ses grandes lignes en sont périodiquement formalisées dans un Livre blanc. Elle est définie plus en détail et quantifiée dans les Lois de programmation militaire.

### Objectifs généraux
- Protéger les intérêts fondamentaux du pays. Ces intérêts se répartissent en :
  - intérêts de puissance qui sont liés aux responsabilités internationales de la France en tant que membre permanent du Conseil de sécurité des Nations unies et que « pays doté de l'arme nucléaire » ;
  - intérêts stratégiques qui consistent principalement au maintien de la paix en Europe et dans les zones qui la bordent, notamment autour de la mer Méditerranée, ainsi qu'à la préservation des conditions de l'activité et des échanges économiques ;
  - intérêts vitaux, soit le maintien de l'intégrité du territoire national et de ses approches « aéromaritimes », le libre exercice de sa souveraineté et la protection de sa population et de ses ressortissants à l'étranger.
- Contribuer à la stabilité internationale : membre de la communauté internationale, la France entend faire prévaloir les valeurs de la démocratie, ainsi que de solidarité entre les États, les écarts de prospérité étant source d'insécurité. Elle a par ailleurs des responsabilités particulières d'ancienne puissance coloniale notamment en Afrique où elle cherche à privilégier l'émergence de solutions régionales ; les responsabilités internationales de la France impliquent sa participation à des opérations en faveur de la paix et la signature d'accords de Défense notamment en Afrique et au Moyen-Orient.
- Œuvrer dans un cadre européen : la France agit pour l'émergence d'une Europe forte tout en préservant le lien transatlantique.
- S’inscrire dans une conception globale de la Défense : cette globalité est devenue d'autant plus nécessaire avec la prolifération des armes de destruction massive (nucléaires, radiologiques, bactériologiques et chimiques), la montée du terrorisme international, le développement des trafics (drogues, armes, êtres humains, contrefaçon…) et de la cybercriminalité.

### Fonctions stratégiques
Les Forces armées ont pour missions d'assurer la dimension de défense de la politique de défense et de sécurité nationale de la France qui repose sur cinq fonctions stratégiques, qui figurent de façon continue dans le Livre blanc 2008, le Livre blanc 2013 et la Revue stratégique de défense et de sécurité nationale publiée fin 2017   :
1. Dissuasion nucléaire : la dissuasion a pour objectif de garantir la protection des « intérêts vitaux » de la France. Son objet est :
  - d'empêcher une remise en cause de la survie de la France par une puissance majeure hostile,
  - de faire face aux menaces que pourraient faire peser des puissances régionales dotées d’armes de destruction massive par la menace d'une frappe nucléaire de riposte (frappe en second).

La dissuasion repose donc sur la perception par un adversaire potentiel des risques inacceptables que lui ferait prendre une agression contre la France ou ses intérêts. La doctrine nucléaire reste celle du non-emploi. La capacité nucléaire française est constituée de missiles balistiques qui équipent les SNLE et de missiles (ASMPA, air-sol moyenne portée amélioré) pour la composante aéroportée dont font partie des avions de l'Armée de l'air et de l'aéronautique navale.
2. Protection : il s'agit d’assurer la sécurité du territoire, la sauvegarde de la population, et de garantir le fonctionnement des institutions ainsi que des activités socio-économiques. Cette fonction se traduit en particulier par :
  - la mise en œuvre de mesures de sécurité des systèmes d'information, notamment sur les activités économiques de défense réparties sur le territoire ;
  - l’action permanente de sécurité des forces de gendarmerie (surveillance, neutralisation…) ;
  - la posture permanente de sauvegarde maritime et la posture permanente de sauvegarde aérienne (assistance aux aéronefs, détection et intervention…) ;
  - le renforcement par les forces armées des dispositifs mis en place par les autorités civiles, en cas de circonstances exceptionnelles (catastrophes naturelles ou industrielles…).
3. Prévention : la prévention consiste à anticiper l'émergence de crises afin de les maintenir à un niveau le plus bas possible et de prévenir l'usage de la force. Elle repose sur :
  - l'action diplomatique pour un règlement pacifique des conflits ;
  - une politique de maîtrise des armements ;
  - des moyens de renseignements humains et techniques (interception des télécommunications et satellites d'observation) ;
  - des dispositifs de coopération militaire pour aider les pays avec lesquels nous avons des accords à se doter de moyens autonomes de résolution des conflits ;
  - des forces prépositionnées à l'extérieur des frontières permettant d'intervenir le plus rapidement possible.
4. Projection de forces et de puissance : si les actions de prévention n'ont pu empêcher le déclenchement d'une crise, il peut être nécessaire d'intervenir. L'engagement peut se dérouler à la simple présence, à la démonstration de force avec des actions de rétorsion avec des armes modernes mises en œuvre à grande distance. La France se dote de forces d'intervention projetables à plusieurs milliers de kilomètres dans un bref délai, ainsi que des moyens pour les soutenir dans la durée.
5. Connaissance et anticipation : cinquième et dernière fonction stratégique édictée par le livre blanc sur la défense et la sécurité nationale 2008, elle repose en majorité sur la composante « renseignement ». Elle permet de décider et d'agir.

## Organisation politique et militaire nationale
Au niveau national, les principaux acteurs et organisations de la défense nationale française sont :
1. Le président de la République, « garant de l’indépendance nationale et de l’intégrité du territoire » est « chef des armées » (articles 5 et 15 de la Constitution) ;
2. La politique de défense est définie en conseil des ministres ;
3. Les décisions concernant la direction générale de la Défense sont prises en conseil de Défense et de Sécurité nationale. Le conseil de Défense, présidé par le président de la République, comprend le Premier ministre, les ministres de la Défense, des Affaires Étrangères, de l'Intérieur, de l'Économie et des Finances, ainsi que, en tant que de besoin, tout autre ministre concerné par l'ordre du jour ;
4. Les décisions concernant la direction de la défense militaire sont prises en conseil restreint de la Défense, présidé par le président de la République ou par le Premier ministre ;
5. Le Premier ministre est responsable de la direction générale de la Défense nationale. Il dispose d'un organe central le secrétariat général de la Défense et de la Sécurité nationale (SGDSN) chargé de la coordination interministérielle en matière de défense et de sécurité ;
6. Le ministère des Armées est responsable de l'exécution de la politique militaire, de l'organisation, de la gestion, de la mise en condition d'emploi et de la mobilisation de l'ensemble des Forces armées ainsi que de l'infrastructure militaire ;
7. Le chef d'État-Major des armées est conseiller militaire du gouvernement ; il assure le commandement des forces engagées dans une opération ;
8. Le délégué général pour l'Armement est le conseiller technique du gouvernement dans les armements militaire ; il assure l'approvisionnement des armées en matériel ;
9. Dans chaque ministère un haut fonctionnaire de défense et de sécurité au moins est responsable de l'organisation, de la préparation et de la mise en œuvre des mesures de Défense et de Sécurité propres à son département ;
10. L’institut des hautes études de Défense nationale (IHEDN) a pour mission de préparer de hauts responsables, appartenant à tous les secteurs professionnels de la nation, aux grands problèmes de défense contemporains.

Dans la pratique, bien que la Constitution précise que le gouvernement « conduit et détermine la politique de la nation » et « dispose de la force armée », le président de la République est le décideur ultime, la Défense nationale constituant dans la pratique, avec les Affaires Étrangères, le « domaine réservé » du chef de l’État.

## Structures territoriales de défense
Le territoire métropolitain est divisé en sept zones de défense et de sécurité (ZDS) : 
1. La zone nord : chef-lieu Lille ;
2. La zone est : chef-lieu Strasbourg ;
3. La zone sud-est : chef-lieu Lyon ;
4. La zone sud : chef-lieu Marseille ;
5. La zone sud-ouest : chef-lieu Bordeaux ;
6. La zone ouest : chef-lieu Rennes ;
7. La zone de Paris : chef-lieu Paris.

La France d'outre-mer forme quatre zones de défense (Antilles-Guyane, sud de l'océan Indien [groupant La Réunion et Mayotte], Polynésie, Nouvelle-Calédonie). 
Le préfet de zone de défense et de sécurité, préfet de département du chef-lieu de la ZDS : 
- dispose de pouvoirs de police administrative générale et spéciale[2] ;
- détient les pouvoirs de contrôle des actions de défense civile et économique ;
- anime et coordonne la préparation et la mise en œuvre des mesures non-militaires (plans de protection et de sécurité, emploi des ressources, centralisation du renseignement) ;
- assure la cohérence de ces plans de protection avec les plans militaires.

Il est assisté par :
- l'inspecteur général des finances pour toutes les questions économiques de défense ;
- l'officier général commandant la circonscription militaire de Défense (CMD), chargé de la Défense opérationnelle du territoire (DOT).

Le préfet de région assure la mise en œuvre des ressources économiques, assisté par une « commission régionale de défense économique ».
Le préfet de département est responsable de la mise œuvre des mesures de défense non-militaire.

## Forces armées françaises
Les Forces armées françaises, souvent appelées « l’Armée française » dans le langage courant, constituent la puissance militaire de la République française chargée de la défense de la population, du territoire et des intérêts nationaux de la France. Elles comprennent principalement les commandements et leurs états-majors, les trois armées, l'Armée de terre, la Marine nationale et l'Armée de l'air, ainsi que les services de soutien et les organismes interarmées. La Gendarmerie nationale est rattachée au ministère de l'Intérieur depuis une loi de 2009, quelques unités spécialisées relèvent toutefois de manière permanente du ministère de la Défense,.
Depuis la suspension du service national pour tous les Français qui sont nés après le 31 décembre 1978, l’Armée française est devenue une armée de métier, composée de militaires d'active professionnels, de militaires réservistes (anciens militaires du service actif ou volontaires issus du civil) et de civils. Une « journée défense et citoyenneté » (JDC) permet de recenser l'ensemble des jeunes Français, de les sensibiliser aux questions de Défense et de renforcer le « lien Armée-Nation ». Ces derniers peuvent rejoindre la réserve opérationnelle ou citoyenne.
Sur la base des budgets de défense, les Forces armées françaises se situent au troisième rang en Europe, derrière la Russie et le Royaume-Uni. Ces trois États sont aussi les seuls en Europe à posséder une force de dissuasion nucléaire.